# Красноярский государственный торгово-экономический институт
Красноя́рский госуда́рственный торго́во-экономи́ческий институ́т — высшее учебное заведение в Красноярске, существовавшее в 1990—2012 годах. Вошёл в состав Сибирского федерального университета в качестве Торгово-экономического института.

## История
В 1965 году был создан Красноярский учебно-консультационный пункт Заочного института советской торговли Министерства торговли РСФСР. На его основе в 1979 году создан Красноярский филиал Ленинградского института советской торговли им. Ф. Энгельса. На его базе создан в 1990 году Красноярский институт советской торговли
В 1992 году переименован в Красноярский коммерческий институт.
С 1996 года — Красноярский государственный торгово-экономический институт.
15 февраля 2012 года приказом Министерства образования и науки Российской Федерации № 112 от 15.02.2012 Красноярский государственный торгово-экономический институт реорганизован путём присоединения к Сибирскому федеральному университету в качестве Торгово-экономического института.

## Организационная структура
По организационной структуре институт представляет учебно-научно-производственный комплекс, в который входят четыре факультета очной формы обучения, три факультета заочной формы обучения, отделение довузовской подготовки, отделение среднего профессионального образования, центр непрерывного профессионального обучения лиц с нарушением здоровья (проект «Профессия и здоровье»), учебный центр повышения квалификации и переподготовки специалистов, центр новых информационных технологий, учебно-производственный комбинат, филиалы в Минусинске, Шарыпово, Ачинске и Барнауле, научно-техническая библиотека, научно-исследовательские лаборатории и аспирантура.
На базе КГТЭИ создана и действует «Школа торгово-экономических знаний», а также Межрегиональная ассоциация высших и средних профессиональных учебных заведений, ведущих подготовку специалистов для сферы услуг (в состав последней входят 14 высших и средних профессиональных учебных заведений).
Институт является ассоциированным членом Российской торгово-промышленной палаты, Союза товаропроизводителей и предпринимателей Красноярского края, Сибирского отделения Академии высшей школы, Международной ассоциации торгово-экономического образования.

## Базовые научные направления
- Организация и технология школьного питания
- Научно-педагогические основы непрерывного, разноуровневого интегрированного обучения лиц с ограниченными физическими возможностями
- Комплексное использование растительного сырья в производстве продуктов питания для населения
- Исследование проблем формирования рынка товаров народного потребления

## Факультеты и отделения
- Факультет экономики и управления
- Учётно-экономический факультет
- Товароведно-технологический факультет
- Отделение среднего профессионального образования